# Tetracentraceae
Tetracentraceae је мала фамилија дикотиледоних скривеносеменица, која обухвата само једну врсту, Tetracentron sinense. Ова врста је распрострањена у суптропским и тропским пределима југоисточне Азије, од североисточне Индије до југоисточне Кине.
Иако статус фамилије постоји у већини класификационих система, системи APG, APG II и APG III фамилију Tetracentraceae сматрају делом фамилије .